# Фернандо Мор'єнтес
Фернандо Мор’єнтес (ісп. Fernando Morientes, нар. 5 квітня 1976, Касерес) — колишній іспанський футболіст, нападник.
Насамперед відомий виступами за «Реал Мадрид», а також національну збірну Іспанії.

## Клубна кар'єра
Народився 5 квітня 1976 року в місті Касерес. Вихованець футбольної школи клубу «Альбасете». Дорослу футбольну кар'єру розпочав 1993 року в основній команді того ж клубу, в якій провів два сезони, взявши участь у 22 матчах чемпіонату.
Протягом 1995—1997 років захищав кольори клубу «Реал Сарагоса».
Своєю грою за останню команду привернув увагу представників тренерського штабу клубу «Реал Мадрид», до складу якого приєднався влітку 1997 року за 6,6 млн євро. Відіграв за королівський клуб наступні шість сезонів своєї ігрової кар'єри. Більшість часу, проведеного у складі мадридського «Реала», був основним гравцем атакувальної ланки команди. У складі мадридського «Реала» був одним з головних бомбардирів команди, маючи середню результативність на рівні 0,43 голу за гру першості. За цей час двічі виборював титул чемпіона Іспанії, ставав дворазовим володарем Суперкубка Іспанії, переможцем Ліги чемпіонів УЄФА (тричі), володарем Суперкубка УЄФА та дворазовим володарем Міжконтинентального кубка.
Проте в сезоні 2002/03 в національному чемпіонаті Фернандо зіграв лише 18 матчів, тому влітку 2003 року «Реал» віддав його в оренду на один рік французькому клубу «Монако». У новій команді форвард адаптувався дуже швидко і став одним з її лідерів. Він багато грав і забивав за новий клуб, який дійшов до фіналу Ліги чемпіонів УЄФА, по дорозі вибивши «Реал». Мор’єнтес забив один із голів «своєму» клубу. За підсумками першості Фернандо Мор'єнтес став найкращим бомбардиром Ліги чемпіонів УЄФА.
Влітку 2004 року після вдалого сезону був повернений до складу вершкових, але знову закріпитися в основному складі Фернандо не зміг, зігравши за півсезону лише у 13 матчах чемпіонату, в яких не забив жодного голу.
Тому в січні 2005 року гравця за 9,3 млн. євро було продано в «Ліверпуль», в складі якого він додав до переліку своїх трофеїв титул володаря Кубка Англії та вдруге став володарем Суперкубка УЄФА.
Проте в Англії Фернандо не демонстрував високої результативності і в кінці травня 2006 року за 3 млн фунтів його контракт було продано «Валенсії». У першому сезоні Мор’єнтес продемонстрував дуже вдалу гру, забивши 12 голів у 24 матчах чемпіонату, проте надалі результати стали дуже невдалими: Фернандо за наступні два сезони забив лише 7 голів у чемпіонаті, тому влітку 2009 року клуб прогнозовано не продовжив контракт з гравцем.
Завершив професійну ігрову кар'єру у марсельському «Олімпіку», за який Мор’єнтес виступав протягом сезону 2009—10 років, здобувши титул чемпіона Франції.

## Виступи за збірну
У складі збірної Іспанії U-23 виступав на літніх Олімпійських іграх 1996 року у Атланті (штат Джорджія, США), де збірна дійшла до чвертьфіналу.
25 березня 1998 року дебютував в офіційних матчах у складі національної збірної Іспанії в товариському матчі проти збірної Швеції. Нападник вийшов у стартовому складі і відзначився двома голами.
У складі збірної був учасником чемпіонату світу 1998 року у Франції, чемпіонату світу 2002 року в Японії і Південній Кореї та чемпіонату Європи 2004 року у Португалії.
Всього протягом кар'єри у національній команді, яка тривала 10 років, провів у формі головної команди країни 47 матчів, забивши 27 голів.

## Титули і досягнення
- Чемпіон Іспанії (2):

«Реал Мадрид»: 2000-01, 2002-03
- Володар Суперкубка Іспанії (3):

«Реал Мадрид»: 1997, 2001, 2003
- Володар Кубка Англії (1):

«Ліверпуль»: 2005-06
- Володар Кубка Іспанії з футболу (1):

«Валенсія»: 2007-08
- Чемпіон Франції (1):

«Олімпік» (Марсель): 2009-10
- Володар Кубка французької ліги (1):

«Олімпік» (Марсель): 2009-10
- Переможець Ліги чемпіонів УЄФА (3):

«Реал Мадрид»: 1997-98, 1999-00, 2001-02
- Володар Суперкубка УЄФА (2):

«Реал Мадрид»: 2002
«Ліверпуль»: 2005
- Володар Міжконтинентального кубка (2):

«Реал Мадрид»: 1998, 2002